# South Woodham Ferrers
South Woodham Ferrers är en stad och en civil parish i Chelmsford i Essex i England. Orten har 16 629 invånare (2001).